# Stal toledańska
Stal toledańska – typ stali produkowanej w Toledo (Hiszpania) w XVIII w. Wykorzystywana była m.in. do produkcji broni.
Fabryka stali toledańskiej została założona przez króla Karola III, na wzór fabryki w Neapolu. Produkcja rozpoczęła się w 1761 r.